# Mišo Cebalo
Mišo Cebalo (* 6. Februar 1945 in Zagreb; † 2. September 2022 ebenda) war ein jugoslawischer, später kroatischer Schachgroßmeister. Er gewann 2009 die 19. Schachweltmeisterschaft der Senioren in Condino.

## Leben
Er erlernte das Schachspiel im Alter von 5 Jahren von seinem Vater, der ein guter Schachspieler war. Mit 13 Jahren spielte er in den örtlichen Schachclubs und mit 20 Jahren nahm er an der jugoslawischen Meisterschaft in Titograd teil. Danach studierte er Sprachen an der Universität Zagreb und spielte während dieser Zeit nur wenig. Bei der Studenten-Mannschaftsweltmeisterschaft 1967 in Harrachov kam er an Brett 4 der jugoslawischen Mannschaft auf 4,5 Punkte aus 9 Partien. Ab 1977 spielte er wieder regelmäßig und erhielt schon 1978 den Titel eines Internationalen Meisters. Zwei Jahre später erreichte er seine erste Großmeisternorm, erhielt den Titel aber erst 1985, als er bei der jugoslawischen Meisterschaft nach Stichkampf gegen Turniersieger Slavoljub Marjanović auf Platz 2 kam und das Zonenturnier von Kavala gewann. Beim Interzonenturnier in Taxco de Alarcón kam er auf den geteilten 6.–7. Platz. Er spielte auch in vielen offenen Turnieren, besonders in Italien. 
2011 erhielt er den Titel FIDE Senior Trainer.

## Mannschaftsschach
Cebalo nahm für Kroatien an zwei Schacholympiaden teil, in Manila 1992 an Brett 1 (3,5 Punkte aus 9 Partien) und in Moskau 1994 an Brett 4 (1,5 Punkte aus 4 Partien). Cebalo nahm ebenso an zwei Mannschaftseuropameisterschaften teil, 1983 in Plowdiw als zweiter Reservespieler der jugoslawischen Mannschaft, die den zweiten Platz erreichte, 1992 in Debrecen am vierten Brett der kroatischen Mannschaft. Am European Club Cup nahm Cebalo 1988 und 1990 mit Goša Smederevska Palanka, 1993 und 1994 mit HAŠK Mladost-Novogradnja Zagreb, 1995 und 1996 mit ŠK Teina-Mursa Osijek, 1999 mit GŠK Mravince-Dalmacijacement und 2000 mit ŠK Zrinjevac Zagreb teil.